# Nicola Pagett
Nicola Mary Pagett (* 15. Juni 1945 in Kairo, Königreich Ägypten; † 3. März 2021 in London, England) war eine britische Schauspielerin.

## Leben

### Kindheit und Ausbildung
Nicola Pagett wurde unter dem bürgerlichen Namen Nicola Mary Scott als Tochter von Herbert Scott und dessen Ehefrau Barbara (geborene Black) in Kairo geboren. Ihr Vater war dort als Manager für Shell Oil im Auslandseinsatz tätig und hatte in der ägyptischen Hauptstadt auch seine Ehefrau kennengelernt, die während des Zweiten Weltkriegs beim Women’s Royal Naval Service im Ägypten stationiert war. Nicola Pagett hatte eine jüngere Schwester, Angela.
Aufgrund der verschiedenen beruflichen Einsatzorte des Vaters besuchte Pagett, die bereits im Alter von 7 Jahren Schauspielerin werden wollte, Schulen in Asien, u. a. die Saint Maur International School, eine Klosterschule in Yokohama in der Metropolregion Tokio. Nachdem ihr Vater beruflich nach Hongkong versetzt worden war, wurde sie im Alter von 12 Jahren nach Großbritannien geschickt, wo sie die Beehive Boarding School in Bexhill-on-Sea besuchte und unter der Obhut ihrer Patentante aufwuchs.
Ab 1962 studierte sie Schauspiel an der Royal Academy of Dramatic Art (RADA) in London, wo sie 1964 ihren Abschluss machte.

### Theaterkarriere
Nach Abschluss ihrer Schauspielausbildung änderte sie ihren Familiennamen in Pagett und trat zunächst mehrere Jahre an verschiedenen Repertoire-Theatern in Großbritannien auf, u. a. am Citizens Theatre in Glasgow und am Connaught Theatre in Worthing.
Ihr London-Debüt gab sie 1968 am Duchess Theatre in der Henry-James-Adaption A Boston Story an der Seite von Tony Britton und Dinah Sheridan. Es folgten zahlreiche Theaterproduktionen im Londoner West End, bei denen sie mehrfach in Hauptrollen Partnerin von Alec Guinness war, so in John Mortimers A Voyage Round My Father am Haymarket Theatre (1971), in Ivy Compton-Burnetts A Family and a Fortune am Apollo Theatre (1975) und als Jonathan Swifts Muse Stella in Alan Strachans Yahoo am Queen’s Theatre (1976).
1974 spielte sie am Greenwich Theatre unter der Regie von Jonathan Miller die Ophelia in Hamlet, das Dienstmädchen Regine in Gespenster und die Mascha in Drei Schwestern an der Seite von Partnern wie Irene Worth, Peter Eyre und Robert Stephens. 1976 war sie am Criterion Theatre als Bella in Gaslicht zu sehen.
In den 80er Jahren arbeitete sie intensiv mit Harold Pinter zusammen, der sie 1983 als Helena in Der trojanische Krieg findet nicht statt (engl. Übersetzung: Christopher Fry) besetzte. Ende 1983 spielte sie am Duke of York’s Theatre die Rolle der Lady Teazle in The School for Scandal. 1984/85 spielte sie neben Harold Pinter, Michael Gambon und Liv Ullmann die „rehkitzhafte“ Ehefrau in Pinters Old Times.
Weitere Bühnenauftritte hatte sie 1990/91 als „verführerische Gräfin“ in Jean Anouilhs Die Probe oder Die bestrafte Liebe am Almeida Theatre und am Garrick Theatre, 1991 als Charlotte in der Uraufführung von Pinters Party Time am Almeida Theatre und 1992 in David Hares The Rules of the Game, ebenfalls am Almeida Theatre. Ihren letzten Bühnenauftritt hatte sie im September 1995 am National Theatre in einer Neuinszenierung von Joe Ortons schwarzer Komödie What the Butler Saw mit Richard Wilson und dem Nachwuchsschauspieler David Tennant.

### Film und Fernsehen
Ab Mitte der 60er Jahre stand Pagett regelmäßig für Film- und Fernsehproduktionen vor der Kamera. Sie verkörperte historische Figuren in Königin der Wikinger (1967) und Königin für tausend Tage (1969), wo sie in einer kleinen Rolle die Mary Tudor spielte. Weitere Kinoarbeiten waren Roy Boultings Komödie Ein Mädchen in der Suppe (1970) mit Peter Sellers und Goldie Hawn und Mike Newells Filmdrama Eine sachliche Romanze (1995).
Von 1971 bis 1973 spielte sie in den ersten beiden Staffeln der britischen Fernsehserie Das Haus am Eaton Place die Rolle der „rebellischen“ Elizabeth Bellamy, die „verwöhnte und egozentrische“ Tochter der reichen Londoner Familie Bellamy. Mit dieser Rolle wurde Pagett auch beim deutschen Fernsehpublikum bekannt.
Weitere TV-Hauptrollen hatte sie als Elizabeth Fanshawe in Frankenstein, wie er wirklich war (1973) und in der Titelrolle der zehnteiligen BBC-Serie Anna Karenina, mit Eric Porter als Karenin und Stuart Wilson als Leutnant Wronski. In dem TV-Film Scoop (1987), zu dem William Boyd basierend auf Evelyn Waughs Roman das Drehbuch verfasste, war sie neben Michael Maloney und Denholm Elliott zu sehen. In der TV-Serie A Bit of a Do (1989), adaptiert nach den Yorkshire novels von David Nobbs, spielte sie als leichtlebige Liz Rodenhurst eine Vertreterin der britischen „middle-class“, die als Mutter der Braut eine Affäre mit dem aus der Arbeiterklasse stammenden Vater des Bräutigams beginnt.

### Privates
1975 heiratete Pagett den Schauspieler und Schriftsteller Graham Swannell, den sie bei der West-End-Produktion A Family and a Fortune am Apollo Theatre kennengelernt hatte. Aus der Ehe, die 1997 geschieden wurde, ging eine Tochter, Eve, hervor. Nach ihrer Scheidung lebte Pagett allein in East Sheen, im Südwesten von London. Zu ihren Freizeitbeschäftigungen gehörten Kochen, Gartenarbeit und Power-Walking.
In ihrem 1997 erschienenen Buch Diamonds Behind My Eyes schrieb Pagett auch über ihre langandauernde psychische Erkrankung, die sich in unberechenbarem Verhalten und Obsessionen  äußerte und ihre Karriere überschattete.
Nicola Pagett starb im Alter von 75 Jahren an einem Gehirntumor.

## Filmografie (Auswahl)
- 1965: Geheimauftrag für John Drake (Fernsehserie, eine Folge)
- 1967: Königin der Wikinger (The Viking Queen)
- 1968: Der Mann mit dem Koffer (Fernsehserie, eine Folge)
- 1968: Mit Schirm, Charme und Melone (Fernsehserie, eine Folge)
- 1969: Königin für tausend Tage (Anne of the Thousand Days)
- 1969/70: Die Spezialisten (Fernsehserie, zwei Folgen)
- 1970: Ein Mädchen in der Suppe (There’s a Girl in My Soup)
- 1970: Die 2 (Fernsehserie, eine Folge)
- 1971–1973: Das Haus am Eaton Place (Fernsehserie, Serienrolle)
- 1973: Die Rivalen von Sherlock Holmes (Fernsehserie, eine Folge)
- 1973: Frankenstein, wie er wirklich war (Frankenstein: The True Story)
- 1975: Die Füchse (Fernsehserie, eine Folge)
- 1977: Anna Karenina (Fernsehserie, Serienrolle)
- 1980: Wildes weites Land (The Timeless Land)
- 1985: Des Lebens bittere Süße (A Woman of Substance)
- 1987: Scoop – Sensationsnachricht (Scoop)
- 1988: Afrika, mein Leben (Beryl Markham: A Shadow on the Sun)
- 1989: A Bit of a Do (Fernsehserie, Serienrolle)
- 1994–1995: Ain’t Misbehavin’ (Fernsehserie, Serienrolle)
- 1995: Eine sachliche Romanze (An Awfully Big Adventure)
- 1998: Polizeiarzt Dangerfield (Fernsehserie, eine Folge)
- 2000: Up Rising (Fernsehserie, Serienrolle)